# La Pose des banderilles
La Pose des banderilles (en espagnol : Banderillas en el campo) est un des quatorze petits tableaux de tauromachie exécutés  par le peintre Francisco de Goya entre 1793 et 1794, après une grande maladie qui le rendit sourd.

## Contexte
Après un séjour en Andalousie, Goya traite principalement les sujets de tauromachie et les fêtes populaires. À son retour, La Pose des banderilles est remise à l'Académie royale des beaux-arts de San Fernando de Madrid avec les treize autres petits tableaux d'une série qu'il intitulait : Scènes de divertissements nationaux dont huit sur le thème de la tauromachie. Dans une lettre, il présente ses œuvres ainsi : 

« (…)Je me suis mis à peindre un jeu de tableaux dans lesquels j'ai pu verser les observations qu'en général, les œuvres réalisées sur commande ne peuvent se permettre, et où le caprice et l'invention ne trouvent point leur place. »

Les lettres de Goya concernant cette période sont conservées au British Museum. 
Outre La Pose des banderilles, la série des divertissements nationaux comprend : Le Choix des taureaux (apartado), La Capture du taureau, L'Expulsion du peuple de l'arène, La Passe de cape, la Mort du picador (sujet sur lequel il reviendra avec une huile sur toile : La Mort du picador) La Mise à mort, Le Taureau emporté par les mules.  

## Description
La Pose de banderilles se déroule dans la nature avec plusieurs toreros qui s'affairent autour du taureau avec des banderilles. Cela ressemble à une capea, mais c'est pourtant une vraie corrida que l'artiste met en scène. L'arène est délimitée par des barrières en pleine campagne, avec des maisons dans l'arrière plan éloigné. 
On s'est beaucoup interrogé sur le lieu où se déroule La Pose de banderilles. Selon Martinez-Novillo, les critiques d'art pensent que le paysage peut être celui de la Castille, mais qu'il pourrait s'agir tout aussi bien de l'Andalousie . Considéré comme le tableau le plus important de la série, après La Mort du picador, cette œuvre illustre les déclarations de Pepe Hillo qui écrivait dans « La Tauromaquia o arte de torear, obra utilsima para los toreos de profesión, para los aficionados, y para toda clase de sujetos que guten de toros por Josè Delgado alias Pepe Illio » (« La Tauromachie ou l'art de toréer, œuvre extrêmement utile pour les courses de taureaux professionnelles - toreros professionnels, pour les aficionados, et pour toutes les catégories de gens qui aiment les taureaux ») : « Toutes les actions de la plaza peuvent se pratiquer aussi au pâturage, où leur exécution est plus facile car les taureaux, n'étant pas enfermés, ont moins de combativité et chargent régulièrement avec le sentiment de la fuite. »
« Le mouvement du taureau et des banderilleros donnent à cette peinture un relief véritable. »